# Gârbova (Alba)
Gârbova (ancienne orthographe : Gîrbova) (en hongrois : Szászorbó, en allemand : Urwegen) est une commune du județ d'Alba, Roumanie qui compte 2 050 habitants.
La commune est composée de trois villages : Cărpiniș, Gârbova et Reciu.

## Démographie
D'après le recensement de 2011, la commune compte 2 050 habitants, en baisse par rapport au recensement de 2002 où elle en comptait 2 059.
Lors de ce recensement de 2011, 86,68 % de la population se déclare roumaine, 7,6 % comme rom et 2.15% comme allemands.

## Politique
| Parti | Parti                                                 | Sièges |
| ----- | ----------------------------------------------------- | ------ |
|       | Parti national libéral (PNL)                          | 6      |
|       | Parti social-démocrate (PSD)                          | 3      |
|       | Union nationale pour le progrès de la Roumanie (UNPR) | 2      |

## Galerie
|                    |
| Église de Gârbova. |

|               |
| Autre église. |

|                                        |
| Vue panoramique d'une église à Gârbova |

|                              |
| Entrée du village de Gârbova |